# Ernest Satow

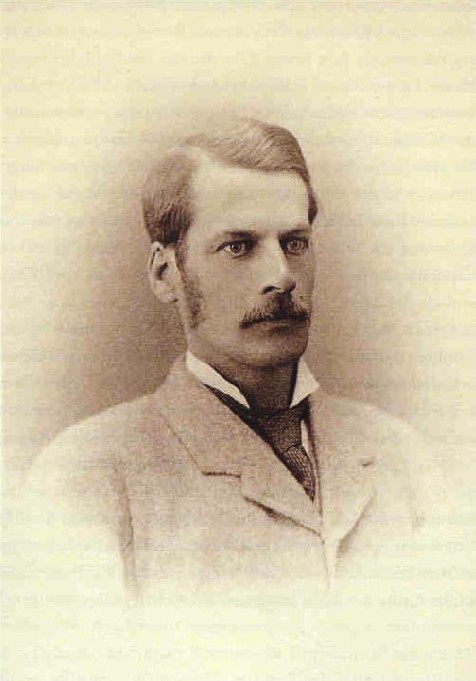
Ernest Satow

Sir Ernest Mason Satow (* 30. Juni 1843 in Clapton (North London); † 26. August 1929 in Ottery St Mary bei Exeter, Devon) stellte als britischer Diplomat und Wissenschaftler die Beziehungen zwischen Großbritannien und dem entstehenden modernen Japan her. Er war Knight Grand Cross des Order of St. Michael and St. George und Mitglied des Privy Council (geheimer Staatsrat).
Satow war der Sohn eines deutschstämmigen Vaters (Hans David Christoph Satow, geb. in Wismar, ab 1846 britischer Staatsbürger) und einer englischen Mutter (Margaret Satow, geb. Mason). Seine Ausbildung absolvierte er an der Mill Hill School und am University College London. Besonders bekannt ist er durch sein Buch A Diplomat in Japan, in dem er die Jahre 1862 bis 1869 beschreibt, als Japan den Übergang vom Tokugawa-Shōgunat zur Wiederherstellung der kaiserlichen Gewalt (Meiji-Restauration) vollzog.
Der 19-Jährige war kaum eine Woche als Dolmetscher in Japan tätig, als am 14. September 1862 der britische Kaufmann Charles Lennox Richardson auf der Straße zwischen Tōkyō und Kyōto getötet wurde, weil er angesichts des vorbeiziehenden Daimyō von Satsuma, Shimazu Hisamitsu, im Sattel seines Pferdes sitzen geblieben war (Namamugi-Zwischenfall). Satow befand sich an Bord eines der britischen Schiffe, die 1863 Kagoshima beschossen, um Hisamitsu für die Ermordung Richardsons und seine Weigerung, die geforderte Entschädigungszahlung zu leisten, zu bestrafen. Unmittelbar zuvor traf er zum ersten Mal mit Itō Hirobumi und Inoue Kaoru aus Chōshū zusammen. Auch zu zahlreichen anderen einflussreichen Persönlichkeiten in Japan, darunter Saigō Takamori aus Satsuma, unterhielt er Beziehungen. 1864 gehörte Satow der verbündeten Streitmacht aus Großbritannien, Frankreich, den Niederlanden und den Vereinigten Staaten an, welche durch einen Angriff auf Shimonoseki das Durchfahrtsrecht für ausländische Schiffe durch die Kammon-Straße zwischen Honshū und Kyūshū erzwang. Des Weiteren bereiste er zusammen mit A. B. Mitford und dem Zeichner und Illustrator Charles Wirgman das japanische Hinterland.
Durch seine exzellente Kenntnis der japanischen Sprache machte Satow sich bald unentbehrlich für die nachrichtendienstliche Arbeit sowie die Verhandlungen des britischen Ministers Sir Henry Parkes mit dem schwächer werdenden Tokugawa-Shōgunat und den mächtigen Clans der Lehen Satsuma und Chōshū. Er wurde zum Chefdolmetscher, dann zum Sekretär der britischen Gesandtschaft in Japan befördert. Daneben begann er bereits 1864, Übersetzungen und Zeitungsartikel über Japan betreffende Themen zu verfassen. 1866 erschienen in der Japan Times anonym drei Artikel von Satow, deren japanische Übersetzung unter dem Titel Eikoku Sakuron (etwa „Britische politische Grundsätze“) offenbar bei vielen Japanern Eindruck hinterließ und wahrscheinlich zur Beschleunigung der Meiji-Restauration von 1868 beitrug. Satow wies darauf hin, dass der Shōgun im Namen Japans Abkommen mit Großbritannien und anderen Staaten abgeschlossen hatte, ohne die Existenz des Tennō auch nur zu erwähnen, und zog deswegen deren Gültigkeit in Zweifel. Er beschuldigte den Shōgun der Täuschung und verlangte Aufklärung darüber, wer denn nun das eigentliche Staatsoberhaupt Japans sei, sowie eine Überarbeitung der Verträge zwecks Wiedergabe der politischen Realität. In A Diplomat in Japan räumte er später ein, die Veröffentlichung dieser Artikel habe „in krassem Gegensatz zu den Regeln des (diplomatischen) Dienstes“ gestanden, denn die Einmischung in die inneren Angelegenheiten des Landes, in dem er dient, stehe einem Diplomaten nicht zu.
1869 kehrte er zu einem längeren Urlaub heim nach England, reiste jedoch 1870 erneut nach Japan. Satow war Gründungsmitglied der 1872 in Yokohama ins Leben gerufenen Asiatic Society of Japan, die sich das gründliche Studium der japanischen Kultur, Geschichte und Sprache (also der Japanologie) zur Aufgabe machte. Während der 1870er Jahre hielt er mehrere Vorträge für die Gesellschaft, einige seiner Veröffentlichungen finden sich in den Berichten der Asiatic Society, die auch heute noch aktiv ist.
Nach Dienstjahren in Siam (1884–1887, in dieser Zeit wurde er aus dem konsularischen ins diplomatische Corps befördert), Uruguay (1889–1893) und Marokko (1893–1895) kehrte Satow am 28. Juli 1895 als außerordentlicher Gesandter und Generalbevollmächtigter nach Japan zurück und verbrachte fünf weitere Jahre in Tōkyō, unterbrochen durch seine Anwesenheit in London anlässlich des diamantenen Krönungsjubiläums Königin Victorias 1897. Im August jenes Jahres traf er die Königin persönlich in Osborne House auf der Isle of Wight.
Am 17. April 1895 war der Friedensvertrag von Shimonoseki zwischen Japan und China unterzeichnet worden, und Satow konnte aus nächster Nähe die stetige Aufrüstung der japanischen Land- und Seestreitkräfte verfolgen, welche die demütigende Niederlage vom 23. April 1895 gegen Russland, Deutschland und Frankreich („Triple Intervention“) vergelten sollte. In seiner Stellung war es ihm auch möglich, 1899 das Ende der Exterritorialität britischer Staatsbürger in Japan zu beobachten, das durch das englisch-japanische Handels- und Schifffahrtsabkommen besiegelt wurde, welches am 17. Juli 1894 in London zustande kam.
Die Ehre der Ernennung zum ersten offiziellen britischen Botschafter in Japan wurde nicht Satow, sondern erst 1905 seinem Nachfolger Sir Claude Maxwell MacDonald zuteil. Satow fungierte von 1900 bis 1906 als britischer Gesandter in Peking. Er war an den Verhandlungen beteiligt, die zum Schlussprotokoll über die Kompensationsleistungen an die siegreichen Alliierten nach dem Boxeraufstand führten, und wurde von Peking aus Zeuge der russischen Niederlage im Krieg mit Japan 1904/05. 1906 folgte seine Berufung ins Privy Council, den britischen geheimen Staatsrat, und 1907 war er Großbritanniens zweiter Bevollmächtigter bei der 2. Haager Friedenskonferenz, welche die Haager Landkriegsordnung beschloss.
Gemäß seiner testamentarischen Verfügung werden Satows ausführliche Tagebücher und Briefwechsel (die Satow papers) im Public Record Office in Kew (West London) aufbewahrt, von seinen seltenen japanischen Büchern befinden sich heute viele in der Sammlung der Universitätsbibliothek Cambridge. Nachdem er sich 1906 in Ottery St Mary (Devon) zur Ruhe gesetzt hatte, widmete er sich vorwiegend Themen der Diplomatie und des internationalen Rechts. In Großbritannien ist er weniger bekannt als in Japan, wo man in ihm den vielleicht wichtigsten ausländischen Beobachter der Bakumatsu- und Meiji-Zeit erkennt.

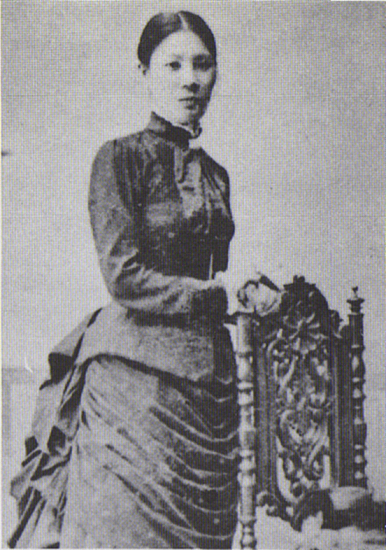
Satows Frau Kane, 1870

Als in Japan dienendem Diplomaten war es ihm nicht möglich, seine japanische Lebensgefährtin, Takeda Kane (武田 兼), zu heiraten, mit der er zwei Söhne hatte, Eitarō und Hisayoshi (久吉). Auf Betreiben seiner Enkelinnen wurden die Briefe der Familie Takeda, darunter zahlreiche Briefwechsel zwischen Satow und seiner Familie, ins historische Archiv von Yokohama aufgenommen.